# Liste de racines grecques (lettre K)
Pour un article plus général, voir Racine grecque.
| Racine                                                                              | Origine grecque                                                                  | Sens | Exemples de mots comportant la racine |
| ----------------------------------------------------------------------------------- | -------------------------------------------------------------------------------- | --- | --- |
| kaïn-                                                                               | κοινός (koinós)                                                                  | Nouveau, récent | voir céno-1 |
| kal-                                                                                | κάλλος (kállos) ; κάλος (kalós) ; préfixe καλλι- (kalli-)                        | Beauté ; beau ; beau- | voir -calle |
| -kalk                                                                               | χάλιξ (khálix)                                                                   | Petite pierre, caillou | voir -calc- |
| kappa                                                                               | κάππα (káppa)                                                                    | Lettre grecque kappa (ϰ, K)                                                                                                | Kappa1, Kappa2 |
| kara                                                                                | κάρα (kára)                                                                      | Tête | Gramma melacara |
| Kástôr                                                                              | κάστωρ (cástôr) ; Κάστωρ (Kástôr)                                                | Castor, safran ; Castor (frère jumeau de pollux)                                                                           | voir castor |
| -kén-                                                                               | κοινός (koinós)                                                                  | Nouveau, récent | voir céno-1 |
| -kène, -kén- ; -chain-, -chèn-                                                      | χαίνω (khaínô)                                                                   | Être béant, bailler | Akène, Akénocarpe, Akénoïde, Diakène, Polyakène, Tétrakène ; Achaine, Achène |
| kéno-                                                                               | κενός (kenόs)                                                                    | Vide, vain | voir céno-3 |
| -kér- ; -cér-, cer-                                                                 | κηρός (kêrós) ; κηρίον (kêríon)                                                  | Cire ; cellule de cire, rayon de miel                                                                                      | Kérion, Kérithérapie, Kérogène, Kérosène, Ozokérite ; Cérianthaire, Céréolithe, Cérigène, Cérirostre, Cérite, Céroène, Céromancie, Céroxyline, Ceroxylon, Ozocérite |
| -kérato-, kérat- ; céra-, -cère, -céras-, -ceras, -céros, -ceros, -cérus ; -cérato- | κέρας, -ατος(kéras, -atos)                                                       | Corne, (d'où) cornée | Kératine, Kératinocyte, Kératite, Kératome, Kératoplastie, Kératoscopie, Kératose, Acrokératose, Dyskératose, Hyperkératose, Leucokératose ; Cérambycide, Céraste, Acanthoceras, Aconeceras, Acrioceras, Aegiceras, Aegoceras, Aioloceras, Ancyloceratidae, Blastocère, Blepharicera, Brachycère, Buceros, Calocère, Cheiloceras, Chélicère, Cladocère, Crioceris, Dactylioceras, Dactyloceras, Desmocerus, Diceratherium, Epancyloceras, Euceratherium, Eucera, Eurycère, Gargasiceras, Haploceratoidea, Hétérocère, Hyperlioceras, Megaloceros, Peltoceras, Placenticeras, Polycérate, Psiloceras, Rhinocéros, Urocerus, Tétracère ; Ceratocystis, Cératoglosse, Cératolithe, Cératophylle, Cératopsien, Toxancyloceras, Tricératops ; voir aussi cory-1 |
| kérygm-                                                                             | κήρυγμα (kếrugma)                                                                | Proclamation à haute voix, proclamation par un héraut                                                                      | Kérygme |
| Khers-                                                                              | χερσός (khersós)                                                                 | Ferme, solide, sec, (terre) ferme                                                                                          | voir chers- |
| khi                                                                                 | χῖ (khĩ)                                                                         | Lettre grecque khi (χ, X)                                                                                                  | Khi1, Khi2 |
| kilo- ; chili-                                                                      | χίλιοι (khílioi)                                                                 | Mille | Kilogramme, Kilomètre, Kilooctet, Kilowattheure ; Chiliarque, Chiliasme, Chiliogone |
| -kine                                                                               | κινέω (kinéô) → κίνησις (kínêsis)                                                | Bouger, remuer → mouvement                                                                                                 | voir kiné- |
| kiné-, -kine, -kini- ; -kinés-, -kinési-, -kinésie ; -ciné-                         | κινέω (kinéô) → κίνησις (kínêsis)                                                | Bouger, remuer → mouvement                                                                                                 | Kinétine, Kinétographe, Kinétoscope, Kinine, Cytokine, Cytokinine ; Kinéscope, Kinésimètre, Kinésiologie, Kinésithérapie, Kinesthésie, Akinésie, Caryokinèse, Cytokinèse, Dyskinésie, Hyperkinésie, Palikinésie, Parakinésie, Psychokinèse, Tasikinésie, Télékinésie ; Cinégénique, Cinéma, Cinématographe, Cinémomètre, Cinéphile, Acinésie, Acinétidé, Caryocinèse, Cinésiologie, Cinétique, Cinétropisme, Cytocinèse, Myocinétique |
| -kinés-, -kinési-, -kinésie                                                         | κινέω (kinéô) → κίνησις (kínêsis)                                                | Bouger, remuer → mouvement                                                                                                 | voir kiné- |
| voir kiné-                                                                          |                                                                                  | | |
| kirsch                                                                              | κερασός(kérasos)                                                                 | Cerisier | voir -cerasus |
| klepht-                                                                             | κλέπτω (kléptô)                                                                  | Voler, dérober | voir klepto- |
| klepto- ; klepht- ; cleps-, clept-                                                  | κλέπτω (kléptô)                                                                  | Voler, dérober | Kleptocratie, Kleptomanie ; Klephte ; Clepsydre, Clepte, Écologie comportementale#Objectifs de l'écologie 5, Cleptolagnie, Cleptoparasite, Cleptophobe |
| klèro-                                                                              | κλῆρος (klễros)                                                                  | Caillou de tirage au sort, tirage au sort, lot, part, héritage, bien, domaine                                              | voir clér- |
| -klion                                                                              | κλέω(kléô) ; κλειώ (kléiô) ; κλέος (kléos) ; κλυτός (klutós) ; κλειτός (kleitós) | Vanter, célébrer ; vanter, célébrer, nommer ; gloire ; fameux, célèbre ; illustre, célèbre, magnifique                     | Héraklion |
| klys-                                                                               | κλύζω (klúzô)                                                                    | Baigner, laver, nettoyer, rincer                                                                                           | voir -clys- |
| kobol- ; cobal- ; gobel-                                                            | κόβαλος (kóbalos)                                                                | Fourbe, trompeur, mauvais plaisant, moqueur, lutin, génie malfaisant                                                       | Kobold ; Cobalt ; Gobelin |
| koïlo-                                                                              | κοῖλος (koĩlos) ; κοῖλον (koĩlon)                                                | Creux ; intestin, viscères                                                                                                 | voir cœlo- |
| kour-                                                                               | κόρη (kórê) ; κόρος (kóros) ; κοῦρος (koũros)                                    | Jeune fille ; pupille ; jeune homme                                                                                        | voir -cor-1 |
| -kron-, krono-                                                                      | Κρόνος (Krónos)                                                                  | Kronos (dieu du temps, Saturne, fils de Zeus)                                                                              | Kronocroiseur, Kronosismologie, Géokronite |
| krypt-                                                                              | κρυπτός (kruptós)                                                                | Caché | voir -crypt- |
| kymo-                                                                               | κύω (kúô) → κῦμα(kũma) ; κυμάτιον (kumátion) ; κύστις(kústis)                    | Être grosse, être enceinte, enfler, grossir → onde, vague, germe, pousse, embryon, fœtus ; cimaise ; vessie, sac, vésicule | voir -cysto- |
| kypar-                                                                              | κυπάρισσος(kupárissos)                                                           | Cyprès | voir cypr-2 |
| -kyst-                                                                              | κύω (kúô) → κῦμα(kũma) ; κυμάτιον (kumátion) ; κύστις(kústis)                    | Être grosse, être enceinte, enfler, grossir → onde, vague, germe, pousse, embryon, fœtus ; cimaise ; vessie, sac, vésicule | voir -cysto- |